# Diamesa kenyae
Diamesa kenyae är en tvåvingeart som beskrevs av Freeman 1964. Diamesa kenyae ingår i släktet Diamesa och familjen fjädermyggor.
Artens utbredningsområde är Kenya. Inga underarter finns listade i Catalogue of Life.